# Molophilus cinereifrons
Molophilus cinereifrons là một loài ruồi trong họ Limoniidae. Chúng phân bố ở miền Cổ bắc.